# Gentianella calycidon
Gentianella calycidon är en gentianaväxtart som beskrevs av Guy L. Nesom. Gentianella calycidon ingår i släktet gentianellor, och familjen gentianaväxter. Inga underarter finns listade i Catalogue of Life.